# Babes
Babes is een Amerikaanse filmkomedie uit 2024, geregisseerd door Pamela Adlon in haar speelfilmdebuut en geschreven door Ilana Glazer en Josh Rabinowitz. De hoofdrollen worden gespeeld door Ilana Glazer en Michelle Buteau.

## Verhaal
Eden (Ilana Glazer) is een alleenstaande vrouw die, nadat ze zwanger is geworden na een onenightstand, op haar getrouwde beste vriendin en moeder van twee kinderen rekent om haar tijdens de zwangerschap en daarna te begeleiden.

## Rolverdeling
| Acteur             | Personage |
| ------------------ | --------- |
| Ilana Glazer       | Eden      |
| Michelle Buteau    | Dawn      |
| John Carroll Lynch |           |
| Hasan Minhaj       |           |

## Productie
In juni 2022 werd aangekondigd dat Pamela Aldon haar speelfilmdebuut zou maken met  een filmkomedie met Ilana Glazer en Michelle Buteau in de hoofdrollen. De filmopnames gingen van start in juli in New York. Glazer produceert via haar Starrpix-productiehuis samen met Rabinowitz, mede-oprichter van Range Media Partners, Susie Fox en Ashley Fox van FilmNation entertainment. FilmNation, Range en CAA Media Finance verzorgen de Amerikaanse verkoop van het project, terwijl FilmNation ook internationaal de distributie verzorgt.

## Release
Babes ging op 9 maart 2024 in première op het festival South by Southwest.